# Anii de Plumb
Anii de Plumb sunt perioada din istoria Italiei de la sfârșitul anilor 1960 și începutul anilor 1980, în care dialectica politică s-a extremizat și a produs violențe de stradă, lupte armate⁠(d) și terorism.
Expresia derivă din filmul cu același nume⁠(d) din 1981 în regia Margarethei von Trotta, care avea ca subiect experiența istorică analogă și contemporană trăită în Germania de Vest. Această expresie poate fi văzută și într-un context internațional mai larg, incluzând diverse activități teroriste, precum Strategia Tensiunii⁠(d), și sprijinul pentru regimuri dictatoriale, precum Operațiunea Condor⁠(d), desfășurată în mai multe țări în timpul Războiului Rece, conflictul la distanță dintre Statele Unite ale Americii și Uniunea Sovietică.

## Rezumat istoric

### Din 1968 până la masacrul din Piazza Fontana
Intervalul de timp al acestei perioade nu este definit cu strictețe. Se consideră că a ținut de la sfârșitul anilor 1960 până la începutul anilor 1980, deși anii considerați drept început și sfârșit pot varia în funcție de convingerile politice ale istoricului care face încadrarea. De obicei, momentul de început este identificat a fi masacrul din Piazza Fontana⁠(d).
Primul caz de ciocniri violente între mișcarea din 1968⁠(d) și forțele de ordine a avut loc la Roma la 1 martie 1968, în timpul bătăliei de la Valle Giulia⁠(d); a fost prima ciocnire în care studenții care protestau nu s-au retras, ci au înfruntat forțele de poliție. Primul deces înregistrat în Anii de Plumb este adesea considerat a fi cel al polițistului Antonio Annarumma, ucis la 19 noiembrie 1969 la Milano, în timp ce primul act al Strategiei Tensiunii⁠(d) care a caracterizat acești ani a fost masacrul din Piazza Fontana⁠(d), comis de neo-fasciști, care a avut loc la Milano la 12 decembrie 1969, act precedat de atentatele cu bombă din acel oraș din 25 aprilie, care nu au provocat niciun deces.
Perioada s-a caracterizat prin violențe de stradă din partea unor organizații extraparlamentare de stânga, precum Lotta Continua⁠(d), Mișcarea Studențească⁠(d) sau altele active în anii 1970. S-au format însă și organizații teroriste de extremă stângă precum Prima Linea⁠(d) și Brigăzile Roșii, precum și altele active în afara Italiei, cum ar fi Rote Armee Faktion (RAF) din Germania de Vest. În acea perioadă au activat unele grupări de dreapta, precum NAR⁠(d), Ordine Nuovo⁠(d), Avanguardia Nazionale⁠(d) și Terza Posizione⁠(d), care se opuneau grupărilor de extremă stângă în lupta politică.
Unii comentatori politici și formatori de opinie consideră că în ceea ce privește Anii de Plumb „există doar un adevăr judiciar parțial, confuz și adesea contradictoriu”. Comentatorii francezi Marc Lazar și Marie-Anne Matard-Bonucci au combătut definirea care a apărut după acei ani, cum că evenimentele ar constitui un „război civil de intensitate scăzută”.

### Masacrele neofasciste
Perioada s-a caracterizat în special prin mai multe masacre, toate efectuate de organizații sau elemente de extremă-dreapta sau neofasciste, adesea cu sprijinul direct sau susținerea unor sectoare deviate ale statului italian (unele fapte nu au fost încă pe deplin clarificate). Între 1968 și 1974, în Italia au fost efectuate 140 de atacuri, printre care:

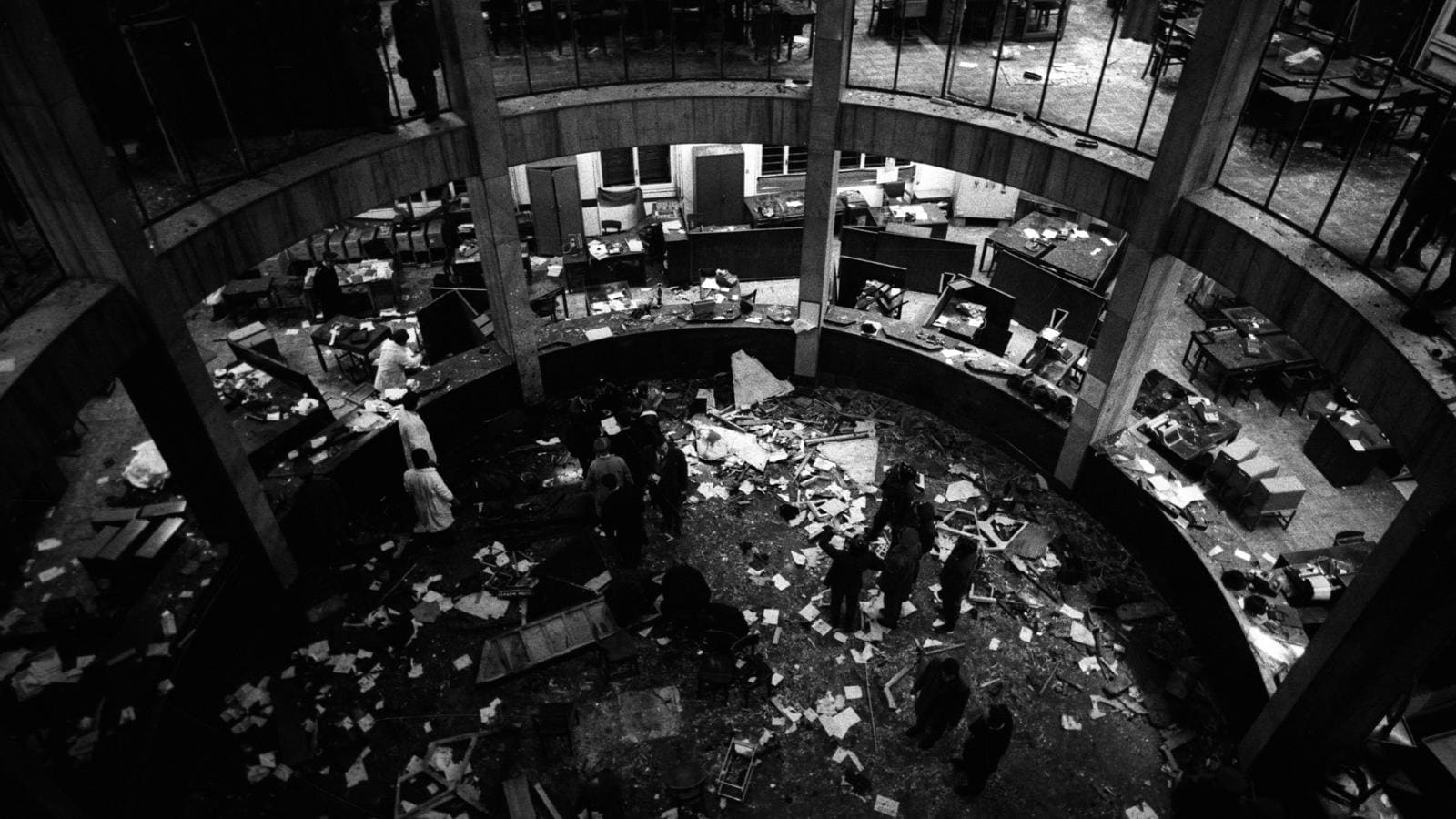
Interiorul, locul, după explozia bombei.

- 12 decembrie 1969: masacrul din Piazza Fontana⁠(d) din Milano (17 morți și 88 de răniți; cel mai sângeros din acei ani și al doilea cel mai sângeros din Italia după masacrul de la Bologna din 1980);
- 22 iulie 1970: masacrul de la Gioia Tauro⁠(d) (6 morți și 66 de răniți);
- 31 mai 1972: masacrul de la Peteano⁠(d) din Gorizia (3 morți și 2 răniți);
- 17 mai 1973: masacrul de la Chestura din Milano⁠(d) (4 morți și 52 de răniți);
- 28 mai 1974: masacrul din Piazza della Loggia⁠(d) din Brescia (8 morți și 102 răniți);
- 4 august 1974: masacrul de pe Italicus⁠(d) (masacrul de pe expresul Roma-Brennero, 12 morți și 105 răniți);
- 2 august 1980: masacrul din gara Bologna (85 de morți și 200 de răniți).

### Evenimente istorice, politice și economice
Alte evenimente ale acestei perioade au fost tulburările sindicale din 1969 (așa-numita „toamnă fierbinte”) care au dus la promulgarea Statutului Muncitorilor⁠(d) (legea nr. 300 din 20 mai 1970), legea Fortuna-Baslini (legea nr. 898 din 1 decembrie 1970) care a instituit divorțul în Italia, și eforturile eșuate de a abroga această lege. Un eveniment care a trecut oarecum neobservat a fost decizia președintelui american Richard Nixon din 15 august 1971 de a suspenda convertibilitatea dolarului în aur, abolind efectiv standardul aur instituit prin acordurile de la Bretton Woods.
În septembrie 1972, în timpul Jocurilor Olimpice de la München, un comando de teroriști palestinieni aparținând grupării Septembrie Negru a ucis doi sportivi israelieni și a răpit alți nouă, cerând eliberarea a 234 de fedayini care erau deținuți; În schimbul de focuri care a urmat, cinci teroriști, un pilot de elicopter, un polițist german și toți cei nouă ostatici israelieni au fost uciși.
În toamna lui 1973, OPEC a crescut prețul petrolului, provocând criza energetică din 1973, urmată de criza energetică din 1979⁠(d). Italia a fost nevoită să întreprindă o politică de economisire a energiei (numită în jargonul jurnalistic „Austerity⁠(d)”) care a afectat obiceiurile zilnice ale italienilor. În 1975 a avut loc o reformă a dreptului familiei, care a stabilit egalitatea între soți. În același an, vârsta majoratului a fost coborâtă de la 21 la 18 ani, cu extinderea dreptului de vot în consecință și tinerilor de 18 ani.
La alegerile locale din 1975 și la alegerile legislative din 1976, s-au afirmat partidele de stânga. Creștin-democrații au rămas partid de guvernământ, dar Partidul Comunist Italian a obținut 33% din voturi.
La sfârșitul anului 1975 a fost semnat tratatul de la Osimo⁠(d), care a sancționat transferul Zonei B din fostul Teritoriu Liber Trieste⁠(d) către Iugoslavia, recunoscând starea de fapt instituită după sfârșitul celui de al Doilea Război Mondial. În anii 1970, Italia a atins un record de răpiri în scop de răscumpărare⁠(d), efectuate în principal de bandele din 'Ndrangheta și Anonima sarda⁠(d): în 1974 s-au înregistrat un total de 40 de răpiri, 62 în 1975, 47 în 1977. Spre sfârșitul anilor 1970, creșterea populației italiene s-a oprit, stabilizându-se la puțin sub 60 de milioane de locuitori.

## Cronologia celor mai importante evenimente

### Italia la sfârșitul anilor șaizeci
Până la sfârșitul anilor 1960, economia italiană a crescut rapid, iar îmbunătățirea nivelului de trai, care a început odată cu miracolul economic italian⁠(d), a fost vizibilă. Mortalitatea infantilă a scăzut brusc, iar analfabetismul practic dispăruse.
În acei ani avea loc și o creștere culturală, cu efecte favorabile vizibile la alegeri. În același timp, însă, au început primele demonstrații majore și revolte sociale, precum protestele tinerilor⁠(d) din 1968⁠(d) și Toamna fierbinte⁠(d).
Creșterea continuă a Partidului Comunist Italian nu era bine văzută de Statele Unite, care au evaluat trecerea la forme mai incisive de intervenție, față de finanțarea de până atunci a stângii necomuniste.

### Începutul Anilor de Plumb

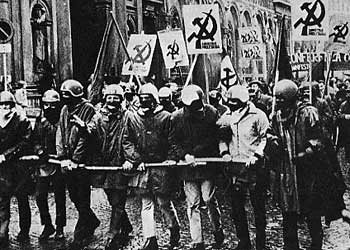
O coloană de demonstranți de la.

Începutul Anilor de Plumb se suprapune cu perioada protestelor studențești⁠(d), care au afectat Italia și Europa.
1969 a fost încă un an plin de proteste. După protestele studențești au venit luptele muncitorilor pentru reînnoirea contractelor, cu conflicte puternice la locurile de muncă și în fabrici. A fost așa-numita „toamnă fierbinte⁠(d)”.
Pe 25 aprilie a acelui an, a explodat o bombă⁠(d) la Milano, la pavilionul FIAT de la Târgul din oraș⁠(d) provocând mai multe răniri grave, dar niciun deces, iar o bombă a fost găsită la Biroul de Schimb al Gării Centrale. Câteva luni mai târziu, pe 9 august, opt bombe au explodat⁠(d) pe mai multe trenuri, provocând 12 răniți. Franco Freda⁠(d) și Giovanni Ventura⁠(d), din organizația teroristă neofascistă Ordine Nuovo⁠(d), au fost considerați responsabili pentru toate aceste atacuri.
Pe 19 noiembrie, în timpul unei demonstrații la Milano a Uniunii Comuniștilor Italieni,⁠(d) polițistul Antonio Annarumma⁠(d) a murit când a fost lovit de o țeavă de oțel în timp ce conducea un vehicul de teren. Potrivit mai multor istorici, el a fost prima victimă a Anilor de Plumb.
Pe 12 decembrie, au avut loc 5 atacuri simultane în Italia, pe durata a 53 de minute. Cel mai grav a fost masacrul din Piazza Fontana⁠(d): la Milano, o bombă a explodat în sediul Băncii Naționale Agricole provocând 17 morți și 88 de răniți.

### De la extremism la terorism
Masacrele au contribuit la înrăutățirea unui climat social deja agitat. Deja existau tulburări și demonstrații de stradă care au degenerat în lupte de gherilă urbană, pe măsură ce nivelul conflictului a crescut din ce în ce mai mult. Atacurile au fost imediat puse pe seama anarhiștilor sau a unor militanți de stânga care ulterior s-au dovedit a nu avea nicio legătură, precum Giuseppe Pinelli⁠(d) (care a murit în timpul unui interogatoriu după ce a căzut în circumstanțe misterioase de la o fereastră a sediului poliției din Milano) și Pietro Valpreda⁠(d). Dovezile unor mușamalizări și ale complicității ascunse a unor sectoare ale statului (confirmate ulterior) au fost dezvăluite publicului și oamenii au început să vorbească despre „masacrul de stat”.
În noaptea de 7 spre 8 decembrie 1970, fostul comandant fascist Junio Valerio Borghese⁠(d), șeful Frontului Național⁠(d), a încercat o lovitură de stat care a intrat în istorie sub numele de „Golpe Borghese⁠(d)” și care, din motive neclare, a fost brusc anulată în timp ce se afla într-un stadiu avansat de execuție.
 
În cadrul a ceea ce unii istorici aveau să numească ulterior strategia tensiunii⁠(d), societatea părea din ce în ce mai divizată și s-au format grupuri care se implicau în politica extraparlamentară și nu respingeau violența. În unele zone de stânga, unii au intrat în clandestinitate și s-au angajat în luptă armată. În societate s-a creat tot mai mult un climat de nesiguranță și pericol, pentru că nu s-au efectuat doar atacuri senzaționale, ci s-a produs o serie continuă de mici atacuri împotriva unor ținte minime — cetățeni individuali, forțe de poliție, funcționari de bancă — pentru executarea unor planuri care uneori rămâneau necunoscute și misterioase. Teoria extremelor opuse⁠(d) s-a impus în rândul forțelor guvernamentale și a opiniei publice moderate. Această teorie a fost susținută în urma unui raport al prefectului de Milano Libero Mazza, scris după ciocnirile care au avut loc în oraș la 12 decembrie 1970 între militanții MS și poliție: textul documentului, devenit public patru luni mai târziu, a stârnit controverse dure, în special din partea presei și a politicienilor de stânga.
L'Unità a atacat aspru raportul prefectului, care punea pe același nivel extremismul de stânga cu masacrele de dreapta, iar Eugenio Scalfari, viitorul director al cotidianului la Repubblica, i-a acuzat pe prefect de părtinire și de falsificarea realității, și pe primarul Aldo Aniasi⁠(d) că nu i s-a dat acces la document înainte de a fi trimis ministrului de interne Franco Restivo). Doar directorul adjunct al ziarului La Stampa, Carlo Casalegno (ucis și el în 1977 de Brigăzile Roșii) a luat apărarea lui Mazza.
În timpul demonstrațiilor de stradă, mulți manifestanți apar mascați și adesea înarmați cu bare, bâte, chei, cocktailuri Molotov.
La Milano, pe 3 martie 1972, Brigăzile Roșii au efectuat prima răpire, răpindu-l pe inginerul Idalgo Macchiarini, un manager al companiei Sit-Siemens. Când a fost ridicat în fața fabricii, el a fost fotografiat cu o pancartă la gât pe care scria: „Lovește și fugi. Nimic nu va rămâne nepedepsit. Lovește pe unul ca să educi o sută⁠(d). Toată puterea poporului înarmat!”. A fost supus unui interogatoriu de cincisprezece minute (numit de Brigăzile Roșii „Procesul Proletar al Închisorii Poporului”) pe tema proceselor de restructurare care se desfășurau în fabrică. Această acțiune avea să fie urmată de altele, într-un crescendo de intensitate și relevanță a persoanelor răpite. La Genova, la 18 aprilie 1974, atacurile s-au îndreptat spre persoane care făceau parte din structurile instituționale. În logica teroriștilor de a ataca Statul, ei l-au răpit pe Mario Sossi, magistrat care în anul anterior fusese procuror în procesul care a dus la condamnarea membrilor grupării teroriste Gruppo XXII Ottobre⁠(d). Sossi a fost eliberat la Milano la 23 mai 1974
Câteva luni mai târziu, membrii Brigăzii Roșii Renato Curcio și Alberto Franceschini au fost arestați de carabinierii generalului Carlo Alberto dalla Chiesa⁠(d).
Cel puțin până la răpirea lui Moro,⁠(d) acțiunile Brigăzilor Roșii au fost primite cu admirație din partea unor secțiuni ale populației, în special din partea unora dintre acele grupuri sociale care erau active politic de la sfârșitul anilor 1960, deși în presa de stânga, acțiunile lor teroriste erau condamnate ca fiind opera unor provocatori fasciști.

### Legi speciale
Partidele de guvernare – Democrația Creștină⁠(d), Partidul Socialist Italian⁠(d), Partidul Socialist Democrat Italian⁠(d), Partidul Republican Italian⁠(d) și Partidul Liberal Italian⁠(d) – întărite de sprijinul Partidului Comunist Italian, au ajuns la un acord politic pentru elaborarea unei serii de legi menite a face față situației de criză pe care o trăia țara.
Din cauza urgenței teroriste, s-au efectuat unele intervenții legislative semnificative, supuse controlului Curții Constituționale, care au întărit, printre altele, competențele de intervenție și de folosire a armelor de către forțele de poliție, dar întotdeauna cu respectarea rezervelor legale și jurisdicționale prevăzute de Constituție.
- Semnificativă a fost aprobarea Legii Reale⁠(d) (nr. 152 din 22 mai 1975), care a introdus o serie de măsuri represive.
Legea în cauză a stârnit atât de multe controverse încât a trebuit să fie supusă unui referendum, care a avut loc la 11 iunie 1978, în care cetățenii au aprobat-o cu 76,46% pentru menținerea legii și 23,54% pentru abrogarea ei.[20]
- În 1978 au fost înființate forțe speciale antiteroriste: GIS (Grupul de Intervenție Specială⁠(d)) al Carabinierilor, NOCS (Nucleul Operativ Central de Securitate⁠(d)) al poliției și, ulterior, SVATPI (Escorta de Valori Antiterorism de Urgență, care avea să devină ulterior ATPI⁠(d)), ca unitate a Gărzii Financiare.
- În 1980 a fost promulgată Legea Cossiga (Legea nr. 15 din 6 februarie), care prevedea pedepse substanțiale pentru cei găsiți vinovați de terorism și extindea și mai mult atribuțiile poliției. După ce a fost contestată constituționalitatea acestei legi,[21] Curtea Constituțională a validat-o.
Și această măsură a fost supusă unui referendum pentru abrogare, desfășurat la 17 mai 1981, în care alegătorii au susținut legea: 85,12% au votat pentru menținerea ei și doar 14,88% pentru abrogare.[22]

### Mișcarea de la '77
1977 a fost probabil anul în care lucrurile au luat o întorsătură dramatică spre violență, și care a caracterizat perioada, după cum rezumau Primo Moroni și Nanni Balestrini: „În ’77 a izbucnit generalizarea cotidiană a unui conflict politic și cultural, care s-a ramificat în toate structurile sociale, ilustrând ciocnirea între clase și în rândul claselor, care a străbătut tot deceniul anilor șaptezeci, cel mai dur de când s-a unificat Italia. Patruzeci de mii de denunțuri, cincisprezece mii de arestări, patru mii de condamnări însumând mii de ani de închisoare și apoi morți și răniți, sute, de ambele părți”.
Țintele alese de Brigăzile Roșii au fost managerii de companii (deseori indicați de aceiași muncitori care se foloseau de Brigăzile Roșii pentru a încălca normele de disciplină din fabrici), membri ai Partidului Creștin-Democrat, medici și jurnaliști acuzați că și-au pus abilitățile profesionale în slujba războiului anti-gherilă.

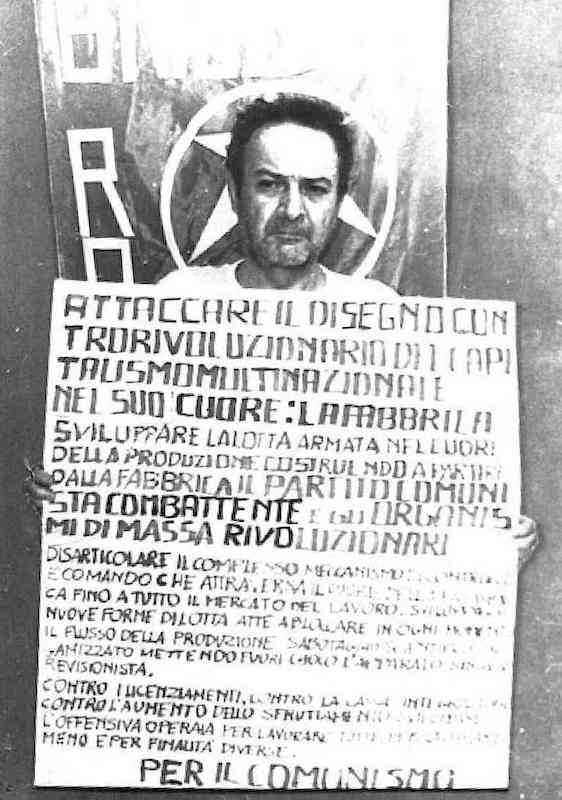
înainte de a fi ucis

La 11 martie 1977, în timpul confruntărilor de la Bologna, forțele de poliție au răspuns la aruncarea unui cocktail Molotov trăgând numeroase focuri de armă, iar studentul Pier Francesco Lorusso, un susținător al grupării Lotta Continua⁠(d), a fost lovit mortal de un glonț. În urma protestelor studenților, ministrul de Interne Francesco Cossiga a răspuns trimițând vehicule șenilate în centrul orașului Bologna. Carabinierul Massimo Tramontani a declarat că, la sosirea unor cocteiluri Molotov, a golit încărcătorul puștii sale Winchester, iar ulterior, după ce un cocktail Molotov a provocat un incendiu în lateralul camionului său, a sărit la pământ și a tras cu pistolul, dar mereu în aer. Muncitorii de la Zanichelli au declarat că, dimpotrivă, au văzut un ofițer trăgând mai multe focuri asupra manifestanților în succesiune rapidă, stând sprijinit cu brațul drept de o mașină pentru a ținti bine. Tramontani a fost achitat pentru că glonțul care l-a ucis pe student nu a fost găsit și nu s-a putut demonstra că ar fi fost printre cele trase de el. Rapoartele experților au confirmat că Lorusso și alții fugeau de poliție când au fost împușcați; glonțul i-a intrat lui Lorusso prin piept pentru că se întorsese o clipă înapoi să se uite în spate.

### Alte evenimente sângeroase din 1977
Pe 31 martie, Veneția a fost zguduită de revoltele din nopțile de foc din Veneto. Pe 22 martie, la Roma, polițistul Claudio Graziosi a murit ucis de militantul NAP⁠(d) Antonio Lo Muscio⁠(d) în timp ce încerca să le aresteze pe teroristele Maria Pia Vianale și Franca Salerno într-un autobuz. În timpul schimbului de focuri de armă între însoțitorii lui Graziosi și asasin, un gardian al grădinii zoologice, Angelo Cerrai, a fost și el împușcat mortal.
La 5 aprilie, la Napoli, Guido De Martino, fiul fostului secretar socialist Francesco De Martino⁠(d), a fost răpit. El a fost eliberat pe 15 mai după negocieri confuze și plata unei răscumpări de un miliard de lire. Răpirea a fost revendicată inițial de o grupare de luptă din Sesto San Giovanni apropiată de NAP, prin apeluri telefonice către ziare și agenții de presă, prin care se cerea imperios citirea mesajului lor la televizor. Această afirmație a fost respinsă de o declarație ulterioară a NAP către Il Messaggero⁠(d) din Roma, care a acuza terorismul negru pentru răpire. Incidentul, primul care a implicat direct un politician italian de nivel înalt, nu a fost niciodată pe deplin clarificat.
Pe 21 aprilie 1977, la Roma, în timpul evenimentelor care au urmat evacuării Universității, militanții au tras asupra poliției. Studentul subofițer Settimio Passamonti, lovit de două focuri, a căzut mort. Ofițerul Antonio Merenda, alți doi ofițeri și un carabinier au fost răniți, dar au supraviețuit. Jurnalista Patrizia Bermier a fost și ea rănită.
La 28 aprilie 1977, la Torino, avocatul Fulvio Croce⁠(d), președintele Baroului din Torino, a fost ucis de nucleul Brigăzilor Roșii format din Rocco Micaletto, Lorenzo Betassa, Raffaele Fiore și Angela Vai, în încercarea de a sabota procesul așa-numitului „nucleu istoric” al organizației. Pe 12 mai 1977 la Roma, la Ponte Garibaldi, în timpul unei demonstrații caracterizate prin ciocniri violente cu poliția, studenta Giorgiana Masi a fost ucisă, Elena Ascione și carabinierul Francesco Ruggiero au fost răniți. La 14 mai 1977 la Milano, în timpul unei demonstrații, unii manifestanți și-au scos pistoalele, au țintit și au deschis focul asupra poliției, ucigându-l pe polițistul Antonio Custra. Un fotograf a surprins scena în care un demonstrant îndrepta cu pistolul spre poliție, cu mâinile încleștate și trăgând. Era vremea lui P38. Paginile de știri ale ziarului Corriere della Sera au refuzat să publice acea fotografie, spre deosebire de celelalte ziare. Ulterior s-a dovedit că trăgatorul identificat nu era ucigașul lui Custra, iar aceasta a fost suficient pentru ca unii să spună că el ar fi fost doar un țap ispășitor.
Pe 3 octombrie 1977, după două zile de agonie, Roberto Crescenzio a murit la Torino. El suferise arsuri grave în timpul unei manifestații, de la un cocktail Molotov aruncat în timpul unui atac asupra incintei în care era client, barul Angelo Azzurro. Manifestația a fost organizată de diferite grupări de stânga ca răspuns la uciderea studentului Walter Rossi, la 30 septembrie la Roma, de către doi tineri neofasciști.

### Anul 1978 și răpirea lui Moro
Începutul anului 1978 a fost marcat de un eveniment care a stârnit o reacție în rândurile dreptei subversive cu avea repercusiuni semnificative în următorii ani: masacrul de la Acca Larentia⁠(d). În seara zilei de 7 ianuarie, Franco Bigonzetti și Francesco Ciavatta, tineri de la MSI⁠(d) din secțiunea Acca Larentia din cartierul Tuscolano din Roma, au fost uciși cu mitraliere Skorpion de către un grup armat care și-a revendicat ulterior responsabilitatea drept „Nucleele Armate pentru Contraputerea Teritorială”. În aceeași seară, în urma ciocnirilor cu poliția, un al treilea tânăr activist al Frontului Tineretului⁠(d), Stefano Recchioni, a fost ucis și el de o împușcătură trasă la înălțimea pieptului de căpitanul de carabinieri Edoardo Sivori. Acest eveniment a marcat începutul unei ofensive a terorismului negru (condus de gruparea armată NAR⁠(d)) nu numai împotriva forțelor antifasciste, ci și împotriva statului, considerat responsabil și el de acel eveniment sângeros. Între ianuarie și februarie, diverse organizații de stânga l-au ucis și pe Carmine De Rosa (manager FIAT din Cassino), pe agentul Fausto Dionisi⁠(d) la Florența și pe notarul Gianfranco Spighi la Prato, în timp ce BR l-au asasinat pe consilierul Curții Supreme Riccardo Palma (Roma, 14 februarie) și pe mareșalul Rosario Berardi (Torino, 10 martie).
La 16 martie 1978 a avut loc ambuscada din Via Fani⁠(d) din Roma, în care președintele de atunci al Partidului Creștin-Democrat Aldo Moro, a fost răpit după ce toți membrii escortei lui au fost omorâți. Moro a fost ucis și el pe 9 mai de un comando al Brigăzilor Roșii, care a definit acțiunea drept un „atac la inima statului”. În cadrul procesului de la Curtea de Asizi din Roma, soția lui Moro, Eleonora Chiavarelli, a declarat că escorta de securitate își ținea mitralierele în portbagajul mașinilor pentru că „acești oameni nu știau să folosească armele, pentru că nu făceau niciodată antrenament de tragere, nu erau obișnuiți să le manevreze, într-atât încât își țineau mitralierele în portbagaj. Leonardi ne spunea mereu: „Nu se poate ca acești oameni să aibă arme pe care nu știu să le folosească. Trebuie să știe să le folosească. Trebuie ținute corect. Ar trebui să fie ținute la îndemână. Radioul ar trebui să funcționeze, dar nu funcționează.” Lucrurile merseseră așa din inerție luni de zile. Mareșalul Leonardi și agentul Ricci nu se așteptau la o ambuscadă, deoarece armele lor erau depozitate în săculeți și unul dintre cei doi săculeți era chiar într-o husă de plastic”; această ultimă afirmație a fost respinsă de văduva mareșalului Leonardi, care a declarat că el „era înarmat”. Unul dintre membrii Brigăzii Roșii prezenți în Via Fani, Franco Bonisoli, a declarat că decizia de răpire a președintelui creștin-democrat „a fost luată cu o săptămână înainte, s-a stabilit o zi, putea fi pe 15, putea fi pe 17”.
De-a lungul anilor, unii colaboratori au declarat că în timpul unei vizite la Washington, Moro ar fi avut o ciocnire dură cu secretarul de stat de atunci Henry Kissinger (care era împotriva unei posibile intrări a PCI în guvernul italian). Potrivit lui Sergio Flamigni, Steve Pieczenik (consilierul președintelui Statelor Unite Jimmy Carter) ar fi regizat „mușamalizarea lacului Ducesei”, cu aprobarea lui Francesco Cossiga, în timp ce, în aceeași zi, cineva se asigura că ascunzătoarea BR din via Gradoli era descoperită.
La 18 martie 1978, la două zile după răpirea lui Moro, Fausto Tinelli și Lorenzo (Iaio) Iannucci, ambii în vârstă de optsprezece ani la acea vreme și vizitatori ai Centrului Social Leoncavallo, au fost uciși la Milano, cu opt împușcături, de către extremiști de dreapta, fapte revendicate de NAR.
În urma crimei, la 10 mai 1978, ministrul de Interne de atunci Francesco Cossiga a demisionat. La 10 august, generalul de carabinieri Carlo Alberto dalla Chiesa⁠(d) a fost însărcinat (prin decret al prim-ministrului de atunci Andreotti) cu coordonarea luptei împotriva terorismului. Dalla Chiesa a folosit tehnici inovatoare în anchetarea terorismului și a obținut rezultate remarcabile. În 1982 a fost trimis în Sicilia ca prefect pentru a lupta împotriva mafiei, dar, lipsit de resursele și sprijinul politic de care se bucurase în misiunea sa anterioară, a rămas complet singur și a fost asasinat de mafie la Palermo, împreună cu tânăra sa soție, Emanuela Setti Carraro⁠(d), la 3 septembrie 1982.

### Anul 1980 și sfârșitul

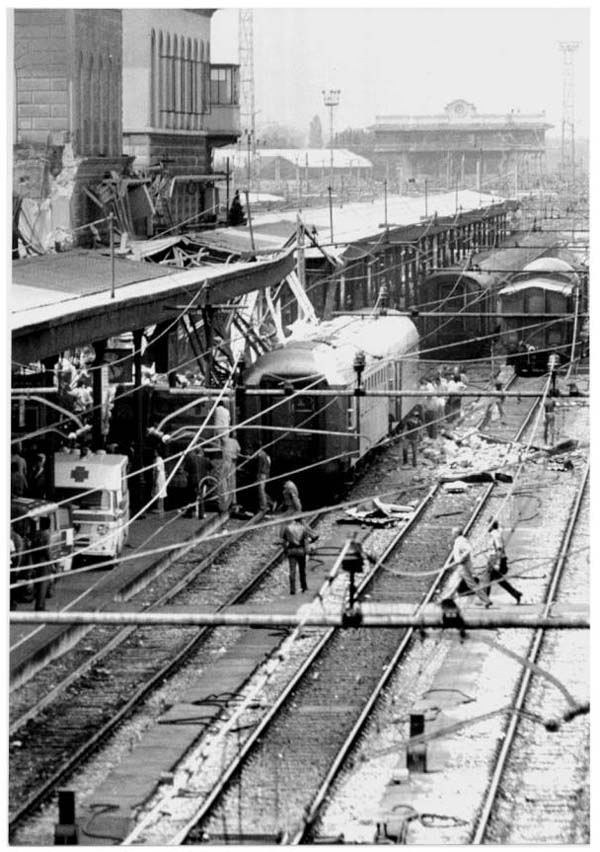
Atacul din gara Bologna (1980).

Din iunie 1978 până în decembrie 1981, ambuscadele teroriste, crimele și rănile au crescut în intensitate. Statisticile au raportat o continuitate a atacurilor nemaivăzută până atunci în Europa: numărul organizațiilor armate active în Italia trecuse de la 2 în 1969 la 91 în 1977 și la 269 în 1979. În același an, s-a înregistrat un număr record de 659 de atacuri. Cu toate acestea, anul cu cel mai mare număr de victime a fost 1980, când au murit 125 de oameni, aceasta mai ales din cauza unui singur atac, masacrul din gara centrală din Bologna, în care au murit 85 de oameni.
Probabil a doua ca rezonanță internațională, după răpirea lui Moro⁠(d), a fost răpirea generalului american James Lee Dozier⁠(d) de către Brigăzile Roșii, faptă care a coincis cu perioada considerată în mod obișnuit a fi etapa finală a unui ciclu al Anilor de Plumb. Răpirea lui Dozier a fost intens mediatizată deoarece Brigăzile Roșii ajunseseră să aibă capacitatea de a lovi o țintă militară foarte importantă: generalul era de fapt la acea vreme comandantul adjunct al NATO în Europa de Sud și a fost răpit la Verona la 17 decembrie 1981. El a fost apoi eliberat la Padova la 28 ianuarie 1982 printr-o acțiune a NOCS.

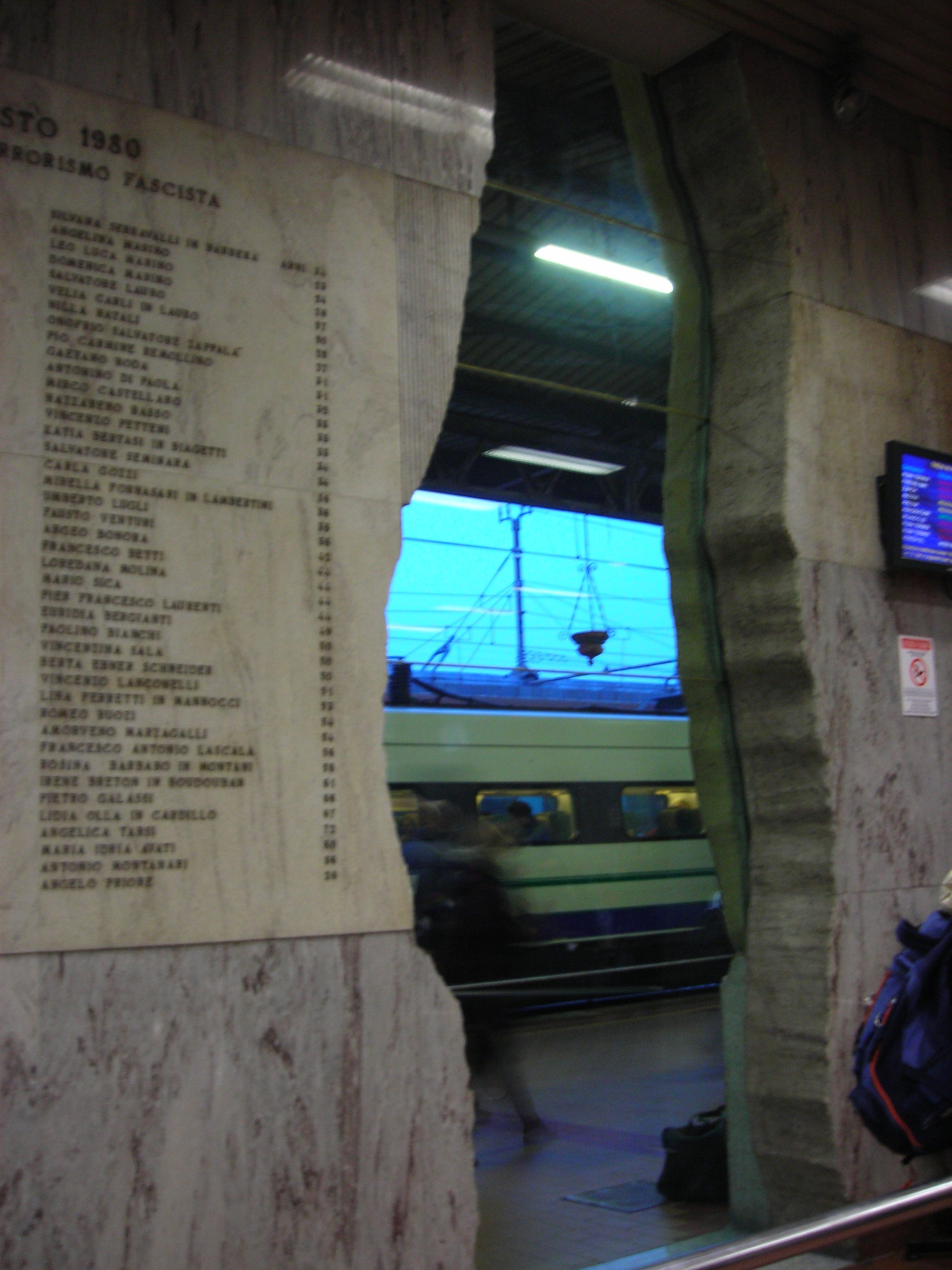
Placă comemorativă a victimelor masacrului de la Bologna

Încet-încet, spre sfârșitul deceniului, incidentele de violență s-au diminuat. În special, sprijinul pentru Brigăzile Roșii s-a prăbușit după asasinarea muncitorului Guido Rossa⁠(d) în 1979. Rossa raportase un coleg pe care îl surprinsese distribuind material propagandistic al BR. Anii de Plumb se încheiau, pe măsură ce slăbea încrederea că lupta armată ar putea duce la o schimbare a structurii constituționale a statului. Scriitorul Bifo Berardi, fost reprezentant al stângii extraparlamentare, a afirmat: «La sfârșitul anilor șaptezeci, orice comportament împotriva muncii era blamat, incriminat și înlăturat, [...] realismul capitalului și-a reluat postul de comandă, odată cu triumful politicilor neoliberale. A început contraofensiva capitalistă, viața socială a fost din nou supusă productivității, concurența economică a fost sfințită ca singur criteriu de progres.”
La începutul anilor 1990, judecătorul pentru investigații preliminare din Savona, Fiorenza Giorgi, în decretul de arhivare referitor la o anchetă asupra unor bombe care au explodat în oraș între 1974 și 1975, a efectuat o analiză a atentatelor survenite în prima fază a Strategiei Tensiunii, în care a făcut referire, printre altele, la acțiunile de mușamalizare a unor acțiuni teroriste întreprinse de persoane ca Junio Valerio Borghese⁠(d). Potrivit judecătorului:
„Din 1969 până în 1975 s-au consemnat 4584 de atentate, din care 83 de procente poartă amprenta dreptei subversive (soldate cu 113 morți, din care 50 victime directe ale masacrelor și 351 răniți), protecția serviciilor secrete față de mișcările subversive apare din ce în ce mai flagrant.”—Tribunalul din Savona, oficiul judecătorului pentru anchete preliminare, Decretul de arhivare a procedurii penale 2276/90 R.G. pag. 23 până la 25.
Acțiunile teroriste din perioada de trei ani 1978–1981 au înspăimântat opinia publică și au dat impresia că se petrece ceva de neoprit: unii, dramatizând, spuneau că țara e în pragul războiului civil. În realitate (dar acest lucru avea să fie înțeles doar în retrospectivă), acele atacuri teroriste erau eforturi periculoase, dar fără vreo perspectivă: generalul Carlo Alberto dalla Chiesa⁠(d) fusese învestit cu cele mai largi responsabilități pentru lupta împotriva terorismului și în curând a produs niște lovituri foarte eficiente.
Pe 29 mai 1982 a fost aprobată definitiv Legea nr. 304, care prevedea reduceri semnificative ale pedepselor celor care au adus „contribuții utile la lupta împotriva subversiunii”. Pentru organizațiile teroriste a fost o lege devastatoare, deoarece mulți militanți au început să colaboreze cu judecătorii dezvăluind numele complicilor lor.
De la acea dată, până în 1988, au existat și alte lovituri, dar au rămas mai ales episoade relativ izolate. Ideea că lupta armată ar putea fi un mijloc de rezolvare a conflictelor sociale își pierduse o oarecare credibilitate chiar și în aripile extreme ale ambelor tabere politice.

Sfârșitul Anilor de Plumb a fost marcat și de sfârșitul a ceea ce a fost definit ca „legislația de urgență”. În iunie 1985, o hotărâre a Curții de Casație a redus sfera răspunderii pentru complicitatea morală, care anterior era aplicată membrilor unei bande armate doar prin faptul că erau membri ai acesteia, plasând astfel responsabilitatea personală pentru efectuarea acțiunii penale în prim-planul judecății penale.

## Terorismul politic după Anii de Plumb
Sfârșitul Anilor de Plumb nu a însemnat sfârșitul terorismului, dar nu s-a mai putut crea impresia că succesiunea atacurilor individuale și a episoadelor individuale ar putea pune în pericol forma constituțional-parlamentară a Statului.
S-a încercat reconstituirea Brigăzilor Roșii, cu formarea Noilor Brigăzi Roșii⁠(d), care, deși au comis atacuri și crime până în 2006, nu se mai regăseau în societatea italiană, care se schimbase față de cum era în anii 1970, când găsea zone unde să se reproducă până la crearea unei rețele teroriste de calibrul Brigăzilor Roșii.

## Dezbaterea istorică
Politologul Ernesto Galli della Loggia⁠(d) a analizat problema anomaliei italiene în legătură cu terorismul, subliniind faptul că Italia este singura mare țară europeană în care terorismul politic a avut o prezență de lungă durată (cu excepția Irlandei de Nord și a Țării Bascilor, unde problematica era una diferită). Analiza sa, care atribuie această caracteristică unui fond de violență inerent societății italiene, a obținut consens, dar a întâmpinat și opoziție.
Unii comentatori au susținut că, spre deosebire de revendicările reformiste exprimate de societate în 1968, „terorismul a îndeplinit, în mod paradoxal, obiectivul pe care strategia masacrelor nu reușise să-l atingă: sufocarea participării democratice, împingerea cetățenilor înspăimântați înapoi în casele lor, făcând să prevaleze logica represiunii și a fricii. „Anii de plumb” au marcat sfârșitul acelui sezon, care apoi a regresat în așa-numitul „reflux” al anilor 1980.” Potrivit altor comentatori, precum Indro Montanelli și Massimo Fini⁠(d), Anii de Plumb au fost o consecință a mișcării din 1968, din care cei mai aprigi protestatari au luat arma în mână și au devenit teroriști.
Montanelli însuși, rănit de Brigăzile Roșii în 1977, și-a iertat atacatorii după ce aceștia s-au disociat de lupta armată, și în mai multe rânduri s-a declarat în favoarea unui act de clemență față de teroriștii care se pocăiau, explicând:
„Să fie clar: crimele teroriste nu pot fi șterse, cu atât mai puțin justificate. Iar condamnările lor nu au fost în niciun caz simple. Dar felul în care au plătit pentru ele și continuă să plătească pentru ele este cel care îmi inspiră un anumit respect. Spre deosebire de maeștrii și comandanții lor, care și astăzi bălăcăresc cu impunitate, cel puțin băieții aceia au făcut câteva introspecții sufletești. Și mulți s-au disociat, adică au recunoscut inutilitatea idealurilor lor. Este un mod demn de a transmite că sunt conștienți că au visat la o lume imposibilă și că au urmărit-o pe căi impracticabile. [...] De aceea susțin iertarea, grațierea, amnistia. Formula nu contează. Important este să recunoaștem că jocul s-a terminat. Și ceea ce a făcut să se închidă a fost mai ales modul în care acei oameni au plătit.”